# Papiro 37

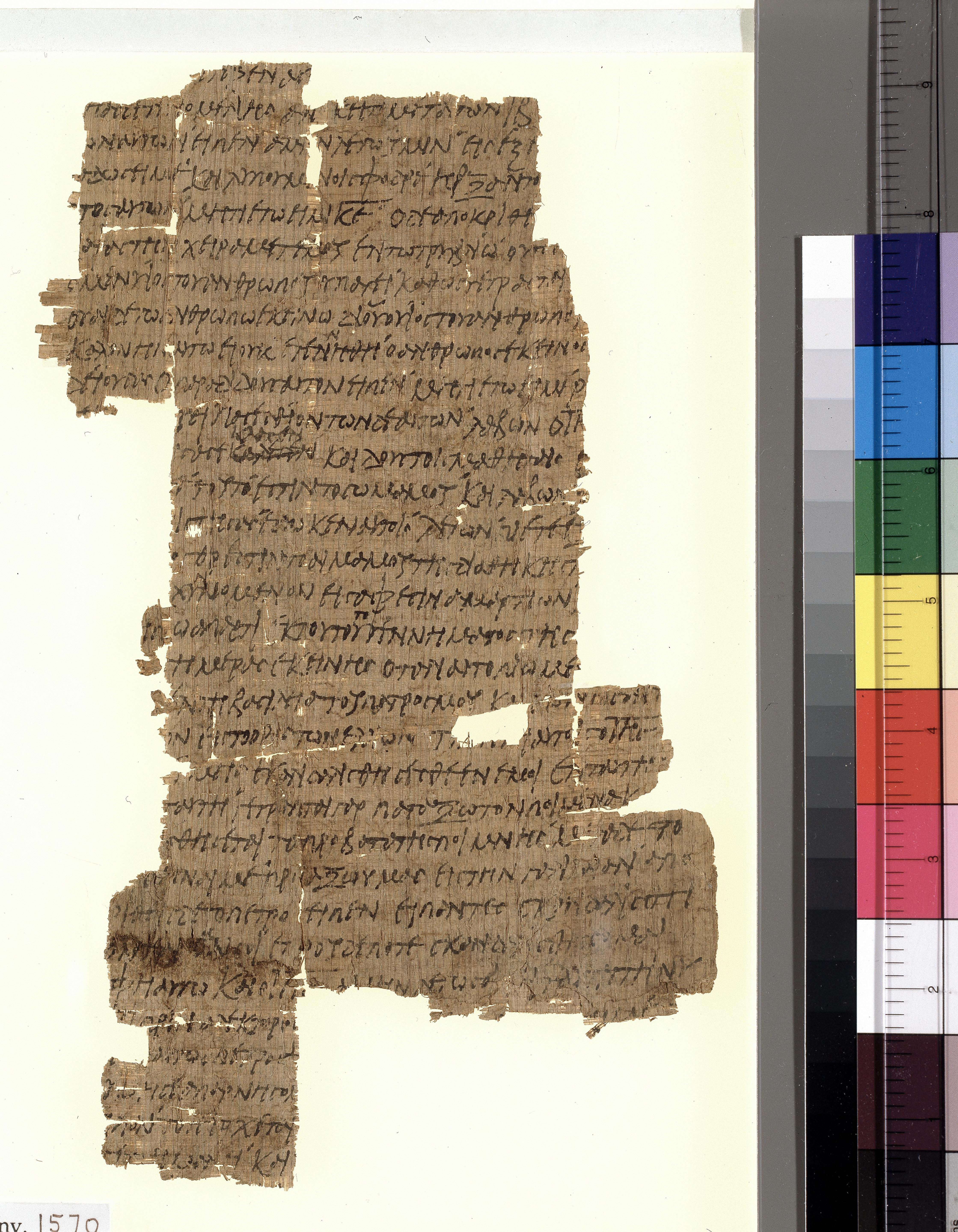
El Papiro 37 con Mateo 26:19-37

El Papiro 37 designado como {\displaystyle {\mathfrak {P}}}37 (en la numeración Gregory-Aland) es una copia antigua del Nuevo Testamento en griego. Es un manuscrito en papiro del Evangelio de Mateo fechado al siglo III, en algún momento alrededor de 250-260 d. C. debido a su afinidad con el {\displaystyle {\mathfrak {P}}}53 (fechado al 260 d. C.), la correspondencia de Heroninos (fechada un poco antes o después del 260 d. C.) y una carta de Kopres (P. Greco-Egizi 208, fechada al 256 d. C.).

## Descripción
Actualmente está guardado en la Biblioteca Ann Arbor de la Universidad de Míchigan (inventario #1570), tras ser comprado en El Cairo, Egipto, en 1924. Su origen exacto es desconocido, pero es muy probable que viniera de Egipto. El manuscrito es un fragmento de una hoja única que consiste en una columna de 33 líneas (40 a 50 caracteres por línea), aproximadamente de 12.1 cm por 22.4 cm. El fragmento está dañado en todas partes con lagunas considerables, es probable que originalmente tuviera 15 cm por 25.5 cm. El texto sobreviviente de Mateo son los versículos 26:19-52. Esta porción de Mateo describe la última cena, la traición de Judas y el inicio del arresto de Jesús.

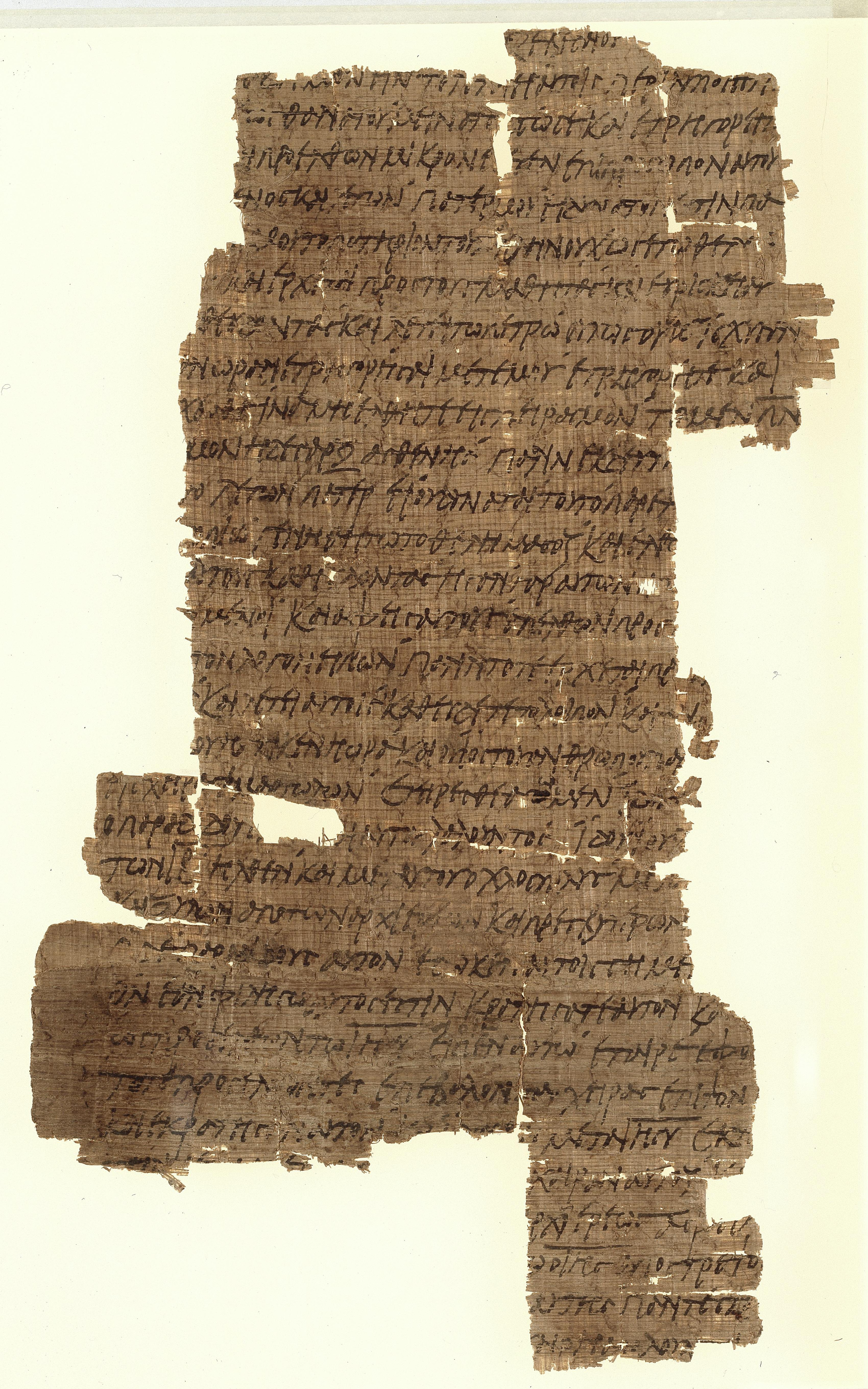
verso

El papiro usa una escritura legible, como la cursiva con uniones irregulares en los caracteres. Las letras cursivas se parecen a las cursivas que eran comunes entre los años 200 y 350. Tiene varias variantes en las letras que hacen un fechado preciso basado en la dificultosa paleografía. Lo más probable es que el escritor era alfabetizado y educado porque las letras no parecen rústicas o imitativas, pero las irregularidades sugieren que el escritor no era un escriba experimentado. La escritura es similar a la de las cartas y documentos personales de la mitad del siglo III. 
Se emplean los nombres sagrados (ΚΕ ΙΗΣ ΠΝΑ ΙΗΣΥ) con certeza en el texto. No tiene puntuación o acentos. Sin embargo, tiene puntos que parecen en intervalos irregulares, ubicados en el texto por una escritura posterior, aparentemente para ayudar a leer. Esto sugiere que el manuscrito fue utilizado en una iglesia. Debido a que el manuscrito es muy corto, es difícil calcular con certeza la regularidad de esos puntos, o su propósito.
El tipo textual es más acorde a las lecturas occidentales. Según la cuenta de Sander, hay 85 variantes existentes en la porción de Mateo. 18 de esas lecturas coinciden en casi todos los manuscritos. 11 son únicas del manuscrito. Las 56 restantes entran a los textos occidental, alejandrino y cesareo. El texto ha sido reconstruido en varias lecturas en los espacios de las lagunas mediante la comparación de la cantidad de espacio faltante con el número de letras. Basados en las variantes, es más probable que el texto se originó en Egipto. 
Aland ubicó este manuscrito en la Categoría I.

## Lectura adicional
- Sanders, Henry A., An Early Papyrus Fragment of the Gospel of Matthew in the Michigan Collection, Harvard Theological Review. vol. 19. 1926, pp. 215–226.
- E. von Dobschuetz, ZNW 25 (1926) p. 301.